# Mouche (téléfilm)
Pour les articles homonymes, voir Mouche (homonymie).
Pour plus de détails, voir Fiche technique et Distribution.
Mouche est un téléfilm de Jacques Antoine de 1968.

## Fiche technique
- Réalisateur : Jacques Antoine
- Scénariste : d'après la nouvelle éponyme de Guy de Maupassant
- Pays d'origine : France
- Date de diffusion : 2 octobre 1968

## Distribution
- Charles Belmont : N'a qu'un œil
- Jean-Luc Bideau
- Catherine Rouvel : Mouche
- Raphaël Darnowski : Tomawak
- Sacha Briquet : Petit Bleu
- Marc Monnet